# Diana Lueger
Diana Lueger is een Oostenrijks zangeres. 
Lueger was de frontvrouw van de band Zweitfrau, die in 2003 werd opgegericht. Samen met Zweitfrau toert ze samen met P!nk, en hebben ze in 2014 een hit-single United die nummer 1 staat in Oostenrijk, toen MTV de single opnam in de playlist opnam.
In 2019 schrijft Lueger nog het nummer Die Essenz dat ze samen met Bobby McFerrin zingt op het Jazzfestval in de Weense Staatsopera.
Na haar zangcarrière werkt Lueger als yoga-lerares, en zet ze zich in voor de milieuorganisatie Global 2000.